# Аврамов, Олег Викторович
Оле́г Ви́кторович Авра́мов (род. 3 октября 1968, Брянск, СССР) — советский и российский футболист, вратарь.

## Карьера
Профессиональную карьеру начал в 1991 году в северодонецком «Химике», в составе которого провёл 32 матча. В 1992 году перешёл в «Кубань», в составе которой дебютировал в Высшей лиге России, всего сыграл 7 матчей, в которых пропустил 9 мячей, в чемпионате и 1 встречу, в которой пропустил 2 гола, в Кубке России.
В 1993 году перешёл в белорусский клуб «Ведрич» Речица, выступавший в Высшей лиге, был заявлен на сезон в качестве основного вратаря. В том розыгрыше «Ведрич» дошёл до финала Кубка Белоруссии, в котором уступил со счётом 1:2 «Неману» Гродно.
В 1994 году перешёл в брянский «Спартак», за который выступал до 1997 года, проведя за это время в профессиональных соревнованиях 49 игр и пропустив 59 мячей. В начале 1998 года пополнил ряды другого брянского клуба — «Динамо», за которое сыграл один матч, пропустил один гол, после чего, в мае, покинул команду и вернулся в «Спартак», где и доиграл сезон, проведя 24 матча, в которых пропустил 26 мячей. В 1999 году провёл свой последний профессиональный сезон в составе брянского «Спартака-Пересвет», сыграл 16 матчей, пропустил 31 гол. В 2001 году снова играл в чемпионате Белоруссии, на этот раз за минское «Торпедо-МАЗ». После завершения карьеры профессионального игрока продолжил выступления на любительском уровне в коллективах Брянской области.

## Достижения
«Ведрич»
- Финалист Кубка Белоруссии: 1992/93